# The Age of Innocence (1993)
The Age of Innocence is een Amerikaans kostuumdrama uit 1993 dat geregisseerd werd door Martin Scorsese. Het is een verfilming van de gelijknamige roman van schrijfster Edith Wharton. De hoofdrollen worden vertolkt Daniel Day-Lewis, Michelle Pfeiffer en Winona Ryder. De film werd bekroond met een Oscar, BAFTA Award en Golden Globe.

## Verhaal
De film speelt zich af in de rijkere bovenklasse van het New York in 1870. Newland Archer is een aristocratische advocaat die zich op aanraden van anderen verlooft met May Welland, een jong meisje van de bovenklasse. Op een dag ontmoet hij haar exotische nicht Ellen Olenska, een gravin die veel ophef veroorzaakt als ze aankondigt te willen scheiden van haar man. Iedereen kijkt neer op haar voor deze keuze en ziet dit als een onaanvaardbaar schandaal. Newland voelt zich daarentegen zeer tot haar aangetrokken en neemt het als enige voor haar op. Hij begint zich al snel af te vragen of hij wel gelukkig zal zijn met May, omdat hij liever bij Ellen wil zijn. Maar als hij haar verlaat voor Ellen, zal iedereen in New York hem de rug toekeren.

## Rolverdeling
| Acteur              | Personage             |
| ------------------- | --------------------- |
| Daniel Day-Lewis    | Newland Archer        |
| Michelle Pfeiffer   | Gravin Ellen Olenska  |
| Winona Ryder        | May Welland           |
| Alexis Smith        | Louisa van der Luyden |
| Geraldine Chaplin   | Mevrouw Welland       |
| Mary Beth Hurt      | Regina Beaufort       |
| Alec McCowen        | Sillerton Jackson     |
| Richard E. Grant    | Larry Lefferts        |
| Miriam Margolyes    | Mevrouw Mingott       |
| Robert Sean Leonard | Ted Archer            |
| Siân Phillips       | Mevrouw Archer        |
| Jonathan Pryce      | Rivière               |
| Michael Gough       | Henry van der Luyden  |
| Stuart Wilson       | Julius Beaufort       |
| Joanne Woodward     | Verteller             |

## Productie

### Ontwikkeling
De roman De jaren van onschuld van schrijfster Edith Wharton werd in 1920 in vier delen gepubliceerd in het New Yorkse tijdschrift Pictorial Review en een jaar later uitgebracht in boekvorm. Het verhaal speelde zich af in het New York van de jaren 1870 en schetste hoe in de bovenklasse ware liefde onmogelijk gemaakt werd door de strenge sociale conventies. Het boek werd in 1921 bekroond met de Pulitzerprijs en in zowel 1924 als 1934 verfilmd.
Filmcriticus Jay Cocks bezorgde het boek in 1980 aan regisseur Martin Scorsese, die het uiteindelijk pas in 1987 zou lezen. Begin 1989 vormden Scorsese en Cocks het boek in enkele weken tijd om tot een scenario en twee jaar later, in december 1991, rondde het duo een tweede versie van het script af. Het tweetal besloot om de verteller in de derde persoon van het boek te behouden om zo te onderstrepen dat het om een literair werk ging. De vertelstem zou later ingesproken worden door Joanne Woodward.
In de loop der jaren probeerden verscheidene studio's het boek te verfilmen. Zo probeerde de Oscarwinnende producent David Puttnam de rechten op het boek te bemachtigen in de korte periode dat hij voor Columbia Pictures werkte. In 1987 kocht 20th Century Fox de rechten op Whartons roman. De studio besloot zo'n 32 miljoen dollar te investeren in de verfilming van Scorsese, die door vervolgens aan de opnames van Goodfellas (1990) en Cape Fear (1991) te beginnen de productie van The Age of Innocence naar het voorjaar van 1992 opschoof. In 1991 haakte 20th Century Fox af, waarna het ernaar uitzag dat het project bij Universal Pictures zou belanden, de studio die net Cape Fear had gefinancierd. Universal wilde echter niet meer dan 30 miljoen dollar investeren, waardoor het filmproject uiteindelijk werd opgepikt door producent Mark Canton van Columbia Pictures, met wie Scorsese eerder al Goodfellas had gemaakt.

### Casting

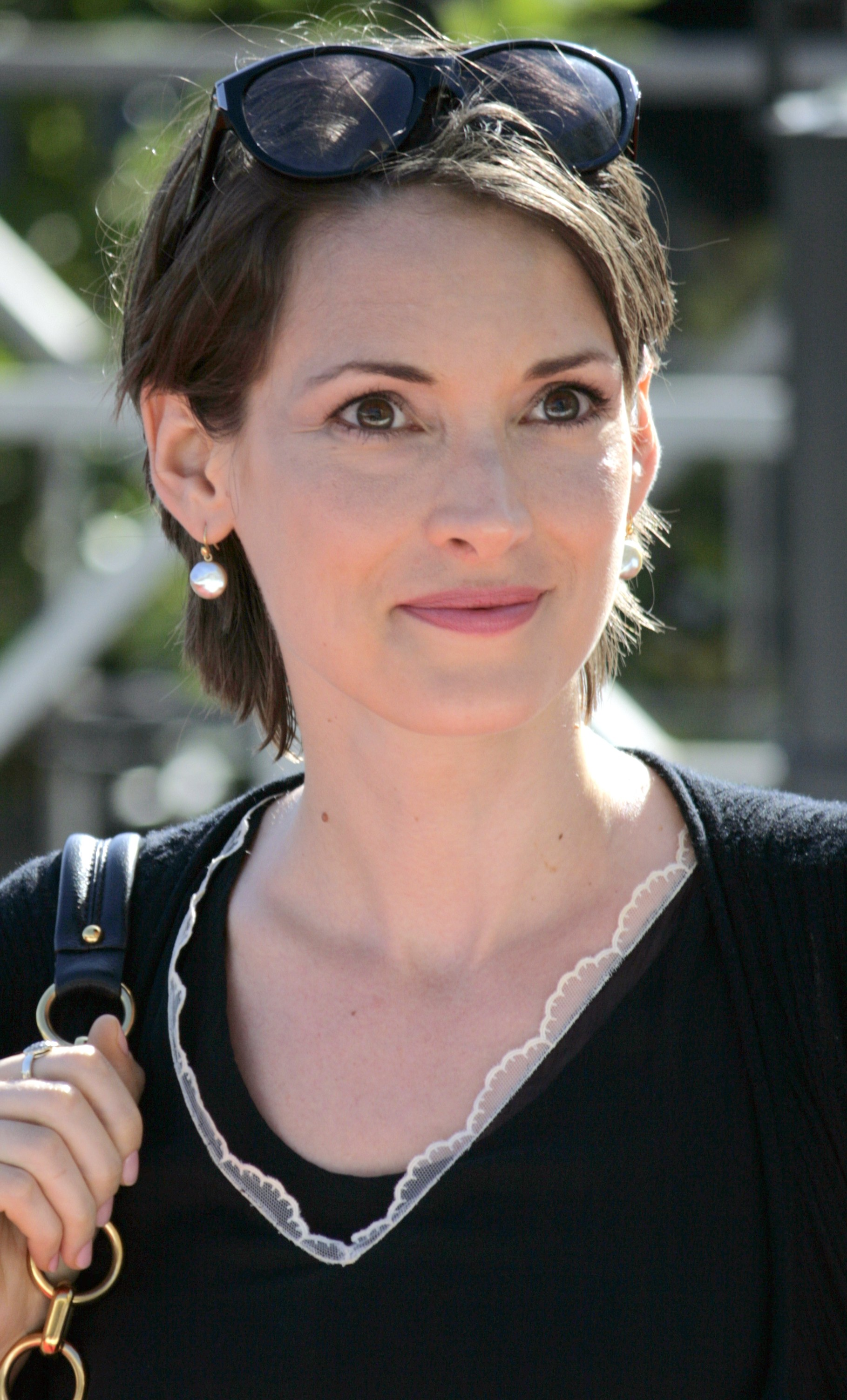
Actrice Winona Ryder won voor haar vertolking een Golden Globe.

Daniel Day-Lewis was de eerste keuze om het hoofdpersonage Newland Archer te vertolken. Ook actrices Winona Ryder en Michelle Pfeiffer waren de eerste keuze van Scorsese. Ze werden gecast als respectievelijk May Welland en gravin Ellen Olenska. Ryder, die haar rol tijdens de opnames van Dracula (1992) aangeboden kreeg, had het boek van Wharton gelezen tijdens haar tienerjaren en hoopte reeds als beginnende actrice om ooit in de huid te mogen kruipen van May Welland.
De keuze voor Pfeiffer en Ryder werd door sommige kenners van het werk van Wharton als controversieel beschouwd omwille van hun haarkleur. Door de donkerharige Ryder in de huid te laten kruipen van de blonde Welland en de blonde, bleke Pfeiffer te casten als de donkerharige en exotische Olenska draaide Scorsese de kleurcodering van Wharton om.
Literatuurprofessor Elizabeth Ammons meent dat Whartons omschrijving "donker en exotisch" impliceert dat Olenska geen blanke vrouw is, en dat zowel zijzelf als haar relatie met Newland om die reden niet aanvaard wordt door de New Yorkse bovenklasse. Ammons ziet in het feit dat de roman zich afspeelt tijdens de Reconstructie en geschreven werd in het jaar na de rassenrellen van 1919 een aanwijzing voor die raciale subtekst. Van deze mogelijke subtekst is door de casting van Pfeiffer als Olenska echter geen sprake in de film.
Door de kleurcodering van Wharton niet te volgen, bleef Scorsese wel trouw aan zijn eigen stijl. Dat de vrouw die door het mannelijk hoofdpersonage begeerd wordt blond is, is immers een handelsmerk van de regisseur.

### Opnames
De opnames gingen op 26 maart 1992 van start en eindigden in juni 1992. Er werd hoofdzakelijk gefilmd in Troy (New York). Op die locatie waren er immers verscheidene woningen in de bouwstijl van de 19e eeuw terug te vinden. De operascènes werden opgenomen in de Academy of Music in Philadelphia (Pennsylvania). Voor de woning van mevrouw Mingott werd een huis van de studentenvereniging Pi Kappa Phi van de Rensselaer Polytechnic Institute gebruikt. Voor de plattelandsscènes in de sneeuw werd er gefilmd in en rond het Van Alen House, dat omstreeks 1737 gebouwd werd en genoemd werd naar de Nederlandse kolonist Luykas Van Alen. Het einde van de film werd op locatie in Parijs opgenomen.

### Mise-en-scène
Scorsese gebruikte kleuren om de emoties van de verschillende personages te onderstrepen. Bij een fade-out kleurt het scherm soms geel of rood. Deze techniek werd geïnspireerd door de films Black Narcissus (1947) en Rear Window (1954). Ook de kleuren van jurken, rozen en interieurs benadrukken de emoties van de personages. Daarnaast gebruikte de regisseur ook opvallende belichtingstechnieken en iris shots om bepaalde gebeurtenissen te accentueren.
Production designer Dante Ferretti en kunsthistoricus Robin Standefer hielpen de regisseur in de reconstructie van het New York van de jaren 1870. Er werd gebruik gemaakt van onder meer matte schilderijen om de 19e-eeuwse stad te visualiseren. De grote balzaal in de woning van de familie Beaufort werd door Ferretti ontworpen. Het was de eerste keer dat de Italiaanse production designer en regisseur Scorsese samenwerkten. De twee zouden later ook de handen in elkaar slaan voor onder meer Gangs of New York (2002) en The Aviator (2004).
De vele avondmaaltijden die in de film aan bod komen, werden zorgvuldig van elkaar onderscheiden. Door het eten, het bestek, de glazen en de tafelversiering met opvallende camerabewegingen in beeld te brengen, benadrukte de regisseur het symbolisch belang van maaltijden in de 19e-eeuwse bovenklasse van New York en de sociale gebruiken en machtsverhoudingen die ermee gepaard gingen.

### Release en ontvangst
The Age of Innocence ging op 31 augustus 1993 in première op het filmfestival van Venetië. Tijdens het festival werd zowel regisseur Martin Scorsese als hoofdrolspeelster Michelle Pfeiffer bekroond met de Elvira Notari-prijs. Op 1 oktober 1993 ging de film in première in de Verenigde Staten. Op 6 januari 1994 volgde de Nederlandse release.
The Age of Innocence kreeg overwegend positieve recensies. Op Rotten Tomatoes heeft de film een waarde van 80% en een gemiddelde score van 7,3 op 10, gebaseerd op 45 recensies. Op Metacritic heeft de film een score van 83 op 100, gebaseerd op 21 recensies.
Onder meer de bekende recensenten Vincent Canby (The New York Times), Roger Ebert (Chicago Sun-Times) en Todd McCarthy (Variety) gaven de film een positieve beoordeling. Van Ebert kreeg de film de maximumscore van 4 op 4. Ook de recensies van The Washington Post en Rolling Stone waren lovend.

## Schilderijen

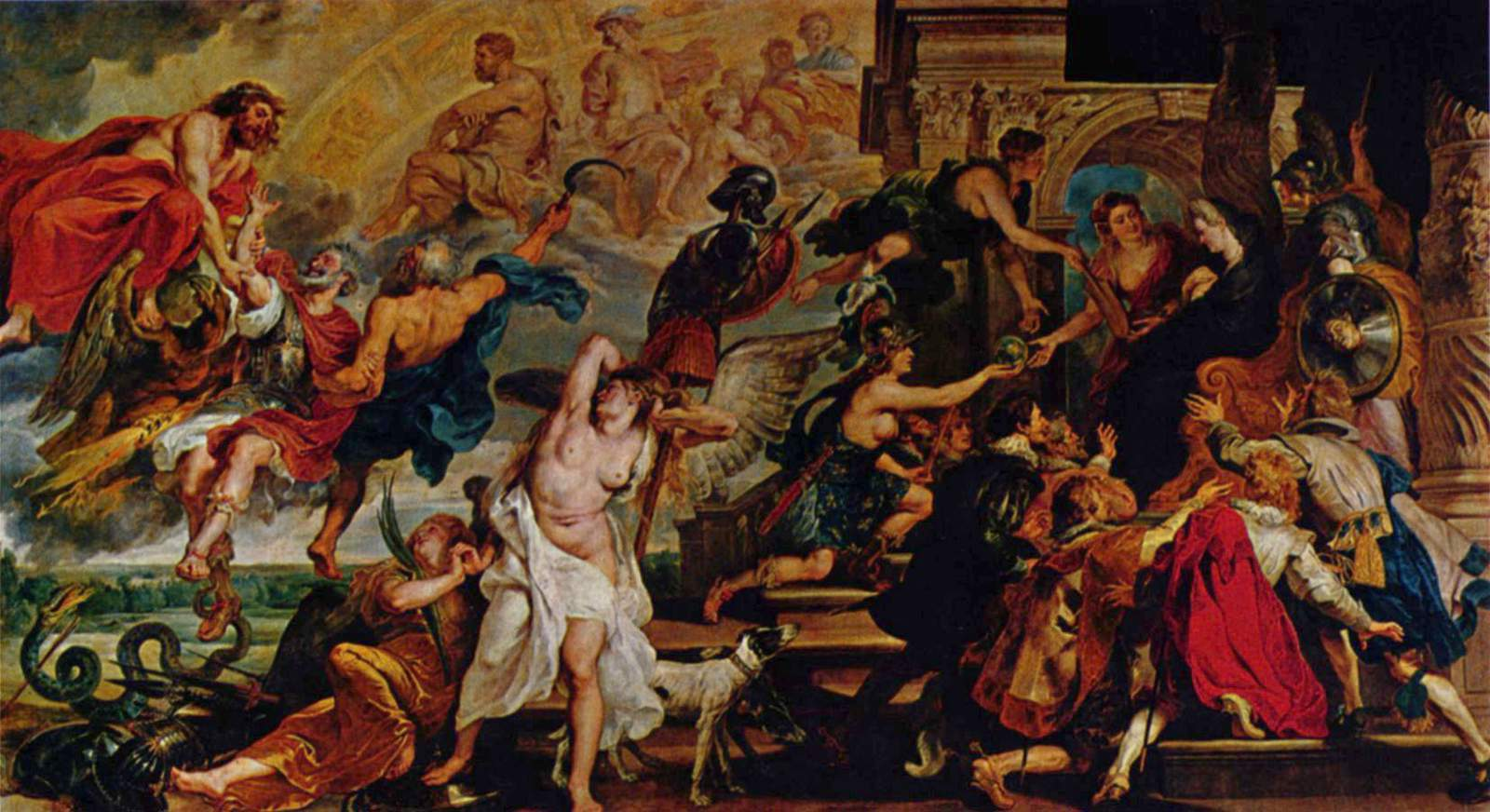
Apotheose Hendrik IV en de huldiging van Maria de Medici van Peter Paul Rubens wordt door de oude Newland Archer bekeken tijdens een museumbezoek.

De film brengt verschillende schilderijen prominent in beeld, waaronder The Death of Jane McCrea (1804) van John Vanderlyn, Suites d'un bal masqué (1857) van Jean-Léon Gérôme, Expectations (1885) van Sir Lawrence Alma-Tadema, Le Printemps (1886) van William-Adolphe Bouguereau, een schilderij van een spaniël van George Stubbs en Too Early (1873), Hush! (1875), Evening (1878) en The Political Lady (1885) van James Tissot.
Ook het werk De kunst / De liefkozingen (1896) van de Belgische kunstenaar Fernand Khnopff komt in de film aan bod, evenals Apotheose Hendrik IV en de huldiging van Maria de Medici (1652) van de Vlaamse barokschilder Peter Paul Rubens.

## Invloeden
Scorsese baseerde zich voor de uitstraling van The Age of Innocence op Senso (1954), Il gattopardo (1963) en L'innocente (1976), drie films van de Italiaanse cineast Luchino Visconti. Het idee om bij een fade-out het scherm geel of rood te kleuren, was gebaseerd op een gelijkaardige techniek uit de films Black Narcissus (1947) en Rear Window (1954).
Verder liet de regisseur zich zowel visueel als inhoudelijk inspireren door films als Experiment Perilous (1944), Detour (1945), Letter from an Unknown Woman (1948), The Heiress (1949), Madame Bovary (1949), Carrie (1952), Lola Montès (1955), Far from the Madding Crowd (1967) en Barry Lyndon (1975).

## Prijzen en nominaties
The Age of Innocence sleepte een Oscar, BAFTA Award en Golden Globe in de wacht.
| Jaar | Prijs                            | Categorie                      | Genomineerde(n)                    | Uitslag     |
| ---- | -------------------------------- | ------------------------------ | ---------------------------------- | ----------- |
| 1993 | Filmfestival van Venetië         | Elvira Notari-prijs            | Martin Scorsese, Michelle Pfeiffer | Gewonnen    |
| 1993 | National Board of Review         | Top 10 films van het jaar      | Top 10 films van het jaar          | Gewonnen    |
| 1993 | National Board of Review         | Beste regisseur                | Martin Scorsese                    | Gewonnen    |
| 1993 | National Board of Review         | Beste vrouwelijke bijrol       | Winona Ryder                       | Gewonnen    |
| 1994 | Academy Awards                   | Beste vrouwelijke bijrol       | Winona Ryder                       | Genomineerd |
| 1994 | Academy Awards                   | Beste bewerkte scenario        | Martin Scorsese, Jay Cocks         | Genomineerd |
| 1994 | Academy Awards                   | Beste originele muziek         | Elmer Bernstein                    | Genomineerd |
| 1994 | Academy Awards                   | Beste artdirection             | Dante Ferretti, Robert J. Franco   | Genomineerd |
| 1994 | Academy Awards                   | Beste kostuumontwerp           | Gabriella Pescucci                 | Gewonnen    |
| 1994 | Golden Globes                    | Beste film - drama             | Beste film - drama                 | Genomineerd |
| 1994 | Golden Globes                    | Beste regisseur                | Martin Scorsese                    | Genomineerd |
| 1994 | Golden Globes                    | Beste actrice - drama          | Michelle Pfeiffer                  | Genomineerd |
| 1994 | Golden Globes                    | Beste actrice in een bijrol    | Winona Ryder                       | Gewonnen    |
| 1994 | BAFTA Awards                     | Beste actrice in een bijrol    | Winona Ryder                       | Genomineerd |
| 1994 | BAFTA Awards                     | Beste actrice in een bijrol    | Miriam Margolyes                   | Gewonnen    |
| 1994 | BAFTA Awards                     | Beste camerawerk               | Michael Ballhaus                   | Genomineerd |
| 1994 | BAFTA Awards                     | Beste productieontwerp         | Dante Ferretti                     | Genomineerd |
| 1994 | Grammy Award                     | Beste instrumentale soundtrack | Elmer Bernstein                    | Genomineerd |
| 1994 | Directors Guild of America Award | Beste regisseur                | Martin Scorsese                    | Genomineerd |
| 1994 | Bodil                            | Beste Amerikaanse film         | Martin Scorsese                    | Gewonnen    |